# رگالیسراتوپس
رگالیسراتوپس (نام علمی: Regaliceratops) نام یک سرده از تیره شاخ‌چهرگان است.